# Васил Беязов
Васил Стефанов Беязов е български архитект.

## Биография
Роден на 25 май 1901 година в гр. Севлиево. Завършва архитектура във Висшето техническо училище в Берлин. Работи като проектант и ръководител на архитектурни колективи. Започва работа като преподавател на Първи випуск архитекти, като асистент към катедра „Сградознание и проектиране“ от 1945 г. до 1951 г. в Държавната политехника при проф. арх. Станчо Белковски. От 1951 г. до 1953 г. е заместник главен архитект на Републиката . Заместник-председател от създаването на Съюза на архитектите в България (1965) г.

## Известни проекти
- Пощенска палата, гр. Хасково (1948)
- Паметник на Съветския воин – костница на загиналите в Отечествената война, гр. София (1952 – 1954)
- Паметник на Априлци в местността Зли дол край гр. Клисура (1960 – 1961)
- Кино, гр. Враца (1960)